# Reinhard Schultz
Reinhard Walter Schultz (* 21. September 1949 in Herford; † 24. September 2021 in Berlin) war ein deutscher Politiker (SPD). Von 1994 bis 2009 war er Mitglied des Deutschen Bundestages.

## Leben und Beruf
Nach dem Abitur absolvierte Schultz ein Studium der Politikwissenschaften, Volkswirtschaftslehre und Geschichte, welches er im Jahr 1976 als Magister artium beendete. Anschließend war er als wissenschaftlicher Mitarbeiter bis 1980 an der Westfälischen Wilhelms-Universität Münster und in den Jahren 1980 bis 1982 am Innovationsförderungs- und Technologie-Transferzentrum (ITZ) der Hochschulen des Ruhrgebiets tätig. Von 1982 bis 1985 leitete Schultz die Grundsatzabteilung des Kommunalverbandes Ruhrgebiet. 1985 gründete er die Deutsche Projekt Union GmbH Planer – Ingenieure in Essen. Er war in den Jahren 1985 bis 1996 deren geschäftsführender Gesellschafter und von 1991 bis 1996 auch Geschäftsführer der spanischen Tochterfirma DPU Iberica SA in Barcelona.
Seit 1995 war Schultz geschäftsführender Gesellschafter der von ihm gegründeten Unternehmensberatung Schultz Projekt Consult.
In den Jahren 1994 bis 2009 gehörte Schultz dem Deutschen Bundestag an (SPD, siehe unten).
Die „Schultz Projekt Consult“ hat u. a. auch einen Beratervertrag mit der Vattenfall Europe AG abgeschlossen. Seit 2001 gehörte Schultz dem Aufsichtsrat der Vattenfall Mining & Generation AG in Cottbus an.
Reinhard Schultz wurde im Jahr 2002 vom damaligen Koalitionspartner Bündnis 90/Die Grünen und Umweltschutzverbänden scharf kritisiert, als er in einem Brief an Bundeskanzler Schröder gegen die Förderung erneuerbarer Energien Position bezog. Später stellte sich heraus, dass Schultz nur der Absender war, als eigentlicher Verfasser seines Schreibens gilt der Energiekonzern RWE.
In den Jahren 2009 bis 2014 hatte die Schultz Projekt Consult im Zuge eines Geschäftsbesorgungsvertrages die Führung des Biogasrat e. V., eines Wirtschaftsverbandes von Unternehmen der Biogas-Branche, inne. Der Verband bestellte Schultz für diese Zeit zugleich zum Geschäftsführer. Die Firma richtete eine Geschäftsstelle in Berlin ein. Sie übernimmt seitdem deutsche und internationale Beratungsmandate aus der Energiewirtschaft, zunehmend mit Schwerpunkt Erneuerbare Energien. 2010 folgte eine firmeneigene Forschungsstelle „Markt und Staat in der Energiewirtschaft“ in Warendorf.
Reinhard Schultz war ehrenamtlich als stellvertretender Vorsitzender des INFA/ISFM (Institut für Abfall und Abwasser/Site- and Facility-Management) in Ahlen tätig, ein An-Institut der Fachhochschule Münster. Außerdem war er Mitherausgeber der Zeitschrift für Angewandte Umweltforschung (ZAU). 2009 gründete er den Verein „Energiedialog 2050“, dessen Vorsitzender er seitdem war.
Reinhard Schultz war verheiratet und hatte einen Sohn.

## Partei
Schultz trat 1972 in die SPD ein. Er engagierte sich zunächst bei den Jusos und war von 1976 bis 1980 stellvertretender Juso-Bundesvorsitzender mit Zuständigkeit für die Bereiche Umwelt- und Energiepolitik sowie Osteuropa. Schultz gehörte von 1980 bis 1992 dem Vorstand des SPD-Bezirks Westliches Westfalen an und war von 1980 bis 1994 Vorsitzender des SPD-Unterbezirks Warendorf.

## Abgeordneter
Schultz gehörte von 1973 bis 2004 dem Kreistag des Kreises Warendorf an, wo er von 1984 bis 2004 Vorsitzender der SPD-Fraktion war.
Schultz war von 1994 bis 2009 Mitglied des Deutschen Bundestages. Er gehörte dem Finanzausschuss, dem Ausschuss für Wirtschaft und Technologie und als stellvertretendes Mitglied dem Ausschuss für Ernährung, Landwirtschaft und Verbraucherschutz sowie dem Ausschuss für Umwelt, Naturschutz und Reaktorsicherheit an. Außerdem war er Mitglied der Enquete-Kommission „Schutz des Menschen und der Umwelt“. Von Mai 1999 bis Oktober 2004 stellvertretender Sprecher der Fraktionsarbeitsgruppe „Finanzen“, sowie stellvertretender Vorsitzender der „Arbeitsgruppe Energie“. Von Februar 2006 bis Oktober 2007 war er Mittelstandsbeauftragter für Handel, Gewerbe und Industrie. Seit Oktober 2007 war er Mittelstandsbeauftragter der SPD-Bundestagsfraktion.
Er war u. a. mitverantwortlich für die Unternehmenssteuerreform, die Reform des Vergaberechts, die Ökosteuer und die Einführung der Biokraftstoffquote.
Reinhard Schultz ist stets über die Landesliste Nordrhein-Westfalen in den Bundestag eingezogen.